# Giochi mondiali indoor 1985 - Salto in alto femminile
La gara di salto in alto femminile dei Giochi mondiali indoor 1985 si è tenuta il 19 gennaio. Questa vittoria fu la prima delle cinque vittorie di Stefka Kostadinova.

## Podio
| Pos.    | Atleta             | Nazionalità | Misura |
| ------- | ------------------ | ----------- | ------ |
| Oro     | Stefka Kostadinova | Bulgaria    | 1,97 m |
| Argento | Susanne Lorentzon  | Svezia      | 1,94 m |
| Bronzo  | Debbie Brill       | Canada      | 1,90 m |
| Bronzo  | Silvia Costa       | Cuba        | 1,90 m |
| Bronzo  | Danuta Bułkowska   | Polonia     | 1,90 m |

## Situazione pre-gara

### Record
Prima di questa competizione, il record del mondo indoor e il record dei campionati erano i seguenti.
| Record                | Prestazione  | Atleta                     | Data e luogo                             | Competizione         |
| --------------------- | ------------ | -------------------------- | ---------------------------------------- | -------------------- |
| Record mondiale       | 2,07 m       | Ljudmila Andonova Bulgaria | 20 luglio 1984 Berlino Est, Germania Est | Hochsprung mit Musik |
| Record dei campionati | Nuovo evento | Nuovo evento               | Nuovo evento                             | Nuovo evento         |

### Campionesse in carica
Le campionesse in carica a livello mondiale erano:
| Campione        | Atleta                       | Prestazione  | Data e luogo                           | Competizione                 |
| --------------- | ---------------------------- | ------------ | -------------------------------------- | ---------------------------- |
| Olimpico        | Ulrike Meyfarth Germania Est | 2,02 m       | 10 agosto 1984 Mosca, Unione Sovietica | Giochi della XXIII Olimpiade |
| Mondiale indoor | Nuovo evento                 | Nuovo evento | Nuovo evento                           | Nuovo evento                 |

## Risultati

### Finale
| Pos     | Atleta             | Nazionalità      | 1,75 | 1,80 | 1,85 | 1,90 | 1,94 | 1,97 | 2,04 | Risultato | Note             |
| ------- | ------------------ | ---------------- | ---- | ---- | ---- | ---- | ---- | ---- | ---- | --------- | ---------------- |
| Oro     | Stefka Kostadinova | Bulgaria         | –    | o    | o    | o    | o    | o    | xxx  | 1,97      | Record nazionale |
| Argento | Susanne Lorentzon  | Svezia           | o    | o    | o    | xo   | o    | xxx  |      | 1,94      | Record nazionale |
| Bronzo  | Debbie Brill       | Canada           | o    | o    | o    | o    | xxx  |      |      | 1,90      |                  |
| Bronzo  | Silvia Costa       | Cuba             | –    | o    | o    | o    | xxx  |      |      | 1,90      |                  |
| Bronzo  | Danuta Bułkowska   | Polonia          | –    | o    | o    | o    | xxx  |      |      | 1,90      |                  |
| 6       | Marina Doronina    | Unione Sovietica | o    | xo   | o    | xxo  | xxx  |      |      | 1,90      |                  |
| 7       | Chris Soetewey     | Belgio           | o    | o    | o    | xxx  |      |      |      | 1,85      |                  |
| 8       | Jolanta Komsa      | Polonia          | –    | o    | xo   | xxx  |      |      |      | 1,85      |                  |
| 9       | Madely Beaugendre  | Francia          | o    | o    | xxo  | xxx  |      |      |      | 1,85      |                  |
| 9       | Ol'ga Turčak       | Unione Sovietica | –    | o    | xxo  | xxx  |      |      |      | 1,85      |                  |
| 11      | Katrena Johnson    | Stati Uniti      | o    | o    | xxx  |      |      |      |      | 1,80      |                  |
| 12      | Orlane dos Santos  | Brasile          | o    | xo   | xxx  |      |      |      |      | 1,80      |                  |
| 13      | Diana Davies       | Regno Unito      | xo   | xxo  | xxx  |      |      |      |      | 1,80      |                  |
| 14      | Ni Xiuling         | Cina             | o    | xxx  |      |      |      |      |      | 1,75      |                  |
| 15      | Deanne Bopf        | Australia        | xo   | xxx  |      |      |      |      |      | 1,75      |                  |
| 16      | Marianne Vikne     | Norvegia         | xxo  | xxx  |      |      |      |      |      | 1,75      |                  |